# جاكي وليامز
جاكي وليامز (بالإنجليزية: Jackie Williams)‏ (1 أغسطس 1929 - ) هو لاعب كرة قدم بريطاني في مركز جناح ‏. لعب مع نادي ترانمير روفرز لكرة القدم.